# Tobrilus consimiloides
Tobrilus consimiloides is een rondwormensoort uit de familie van de Tobrilidae. De wetenschappelijke naam van de soort is voor het eerst geldig gepubliceerd in 1965 door Altherr.